# Paddys River (Cotter River)
Der Paddys River ist ein Fluss im Norden des Australian Capital Territory (Gebiet um die Hauptstadt Australiens).
Er entsteht an den Westhängen des Castle Hill im Namadgi-Nationalpark durch den Zusammenfluss von Blue Gum Creek und Punchbowl Creek, fließt durch unbesiedeltes Gebiet nach Nordwesten und mündet in den Cotter River, wenige Kilometer vor dessen Mündung in den Murrumbidgee River. 